# Brovello-Carpugnino
Brovello-Carpugnino es una localidad y comune italiana de la provincia de Verbano-Cusio-Ossola, región de Piamonte, con 671 habitantes.

## Evolución demográfica
| Gráfica de evolución demográfica de Brovello-Carpugnino entre 1861 y 2001 |
|                                                                           |
| Fuente ISTAT - elaboración gráfica de Wikipedia                           |